# Bold Eagle
Bold Eagle, född 22 mars 2011 i Frankrike, är en fransk varmblodig travhäst som tävlade mellan 2013 och 2020. Han inledde tävlingskarriären hos Jean-Étienne Dubois som även körde honom inledningsvis. Han tränades sedan av Sébastien Guarato under större delen av karriären, och kördes då av Franck Nivard (2014–2019), Björn Goop (2019) och Éric Raffin (2019–2020).
Bold Eagle är en av världens vinstrikaste travhästar genom tiderna, och den mest vinstrika franska travhästen, då han passerade Timoko 2020. Han började tävla i september 2013 och tävlade till augusti 2020. Under sin tävlingskarriär sprang han in cirka 5 miljoner euro (motsvarande ungefär 52 miljoner kronor) på 76 starter varav 46 segrar, 11 andraplatser och 3 tredjeplatser. Han tog karriärens största segrar i Prix d'Amérique (2016, 2017) och Breeders Crown Open Trot (2019).
Han har även segrat i stora lopp som Critérium des 3 ans (2014), Prix Charles Tiercelin (2015), Prix de Sélection (2015), Grand Prix l’UET (2015), Prix Octave Douesnel (2015), Critérium Continental (2015), Prix de Belgique (2016), Prix de France (2016, 2017), Prix René Ballière (2016, 2017, 2018, 2019), Critérium des 5 ans (2016), Europeiskt femåringschampionat (2016), Prix du Bourbonnais (2016), Prix de Paris (2017), Prix de Bourgogne (2017, 2018), Prix de l'Atlantique (2017, 2018), Grand Prix de Wallonie (2017, 2019) och Grand Critérium de Vitesse (2018). Han kom även på tredjeplats i Elitloppet (2017).
Våren 2017 blev Bold Eagle historisk efter att ha fullbordat en "Triple Crown" inom fransk travsport. Det var första gången sedan Bellino II (1976) som någon lyckats med den bedriften.
Bold Eagle är verksam som avelshingst och har varit mycket framgångsrik som det. Han har redan hunnit lämna efter sig stjärnor som Aetos Kronos (2016), Eagle Eye Sherry (2017) och Brambling (2017).

## Karriär

### Tiden som unghäst

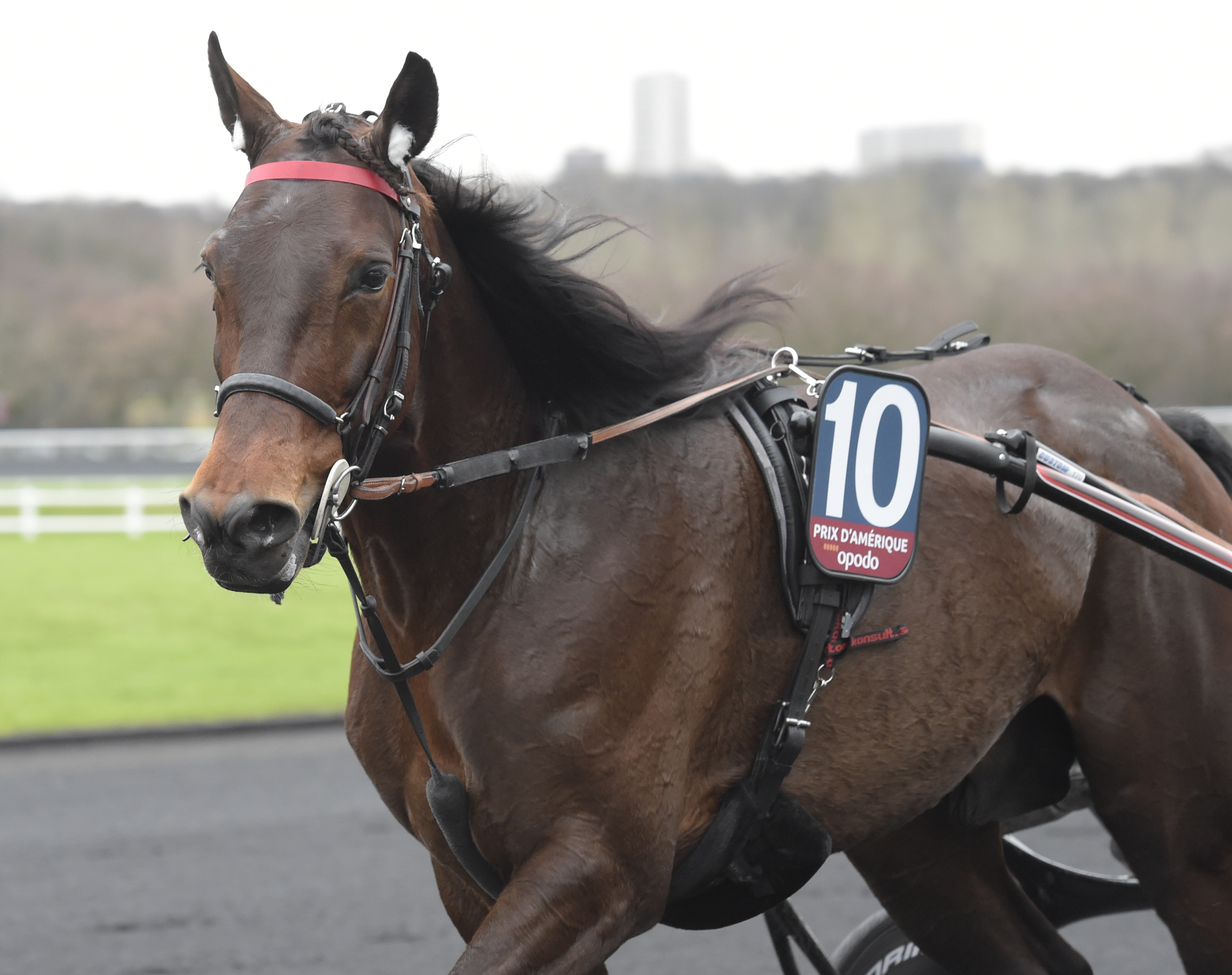
Bold Eagle inför Prix d'Amérique 2016.

Bold Eagle inledde karriären hos tränare Jean-Étienne Dubois. Han började tävla som tvååring och gjorde sin första start den 20 september 2013 på travbanan i Laval. Han kom på niondeplats i debutloppet. Debuten följdes upp med en start den 29 september på travbanan i Les Andelys, där Bold Eagle tog karriärens första seger. Han segrade även i Caen den 19 oktober. Totalt segrade han i två av sina fyra starter under debutsäsongen 2013.
Säsongen 2014 inledde Bold Eagle med en seger den 29 mars på travbanan i Bordeaux, och var därefter obesegrad genom säsongens samtliga nio starter. Bland annat segrade han i Prix Victor Régis den 30 augusti 2014. Han vann även det franska treåringskriteriet Critérium des 3 ans på Vincennesbanan den 7 december 2014, med över 100 000 euro i förstapris. Han flyttades från tränare Dubois till Sébastien Guarato i september 2014.
Säsongen 2015 fortsatte Bold Eagle segerraden från fjolåret då han inledde säsongen med tre raka segrar, bland annat i Prix Charles Tiercelin i januari och Prix de Sélection i februari. Bland hans större segrar under säsongen 2015 räknas även segrarna i Grand Prix l’UET, Prix Octave Douesnel och Critérium Continental.

### Säsongen 2016
Bold Eagle gjorde första starten för året den 17 januari 2016 då han vann Prix de Belgique på Vincennesbanan i Paris. I den andra starten för året, den 31 januari 2016, segrade han årets upplaga av världens största travlopp Prix d'Amérique. Segertiden skrevs till 1.11,4 över distansen 2700 meter, vilket var den dittills snabbaste segertiden genom tiderna i Prix d'Amérique. Den stora segern följdes upp med en seger i Prix de France den 14 februari och en andraplats i Prix de Paris den 28 februari.
Under 2016 segrade han även i lopp som Prix René Ballière, Critérium des 5 ans och Europeiskt femåringschampionat.

### Säsongen 2017

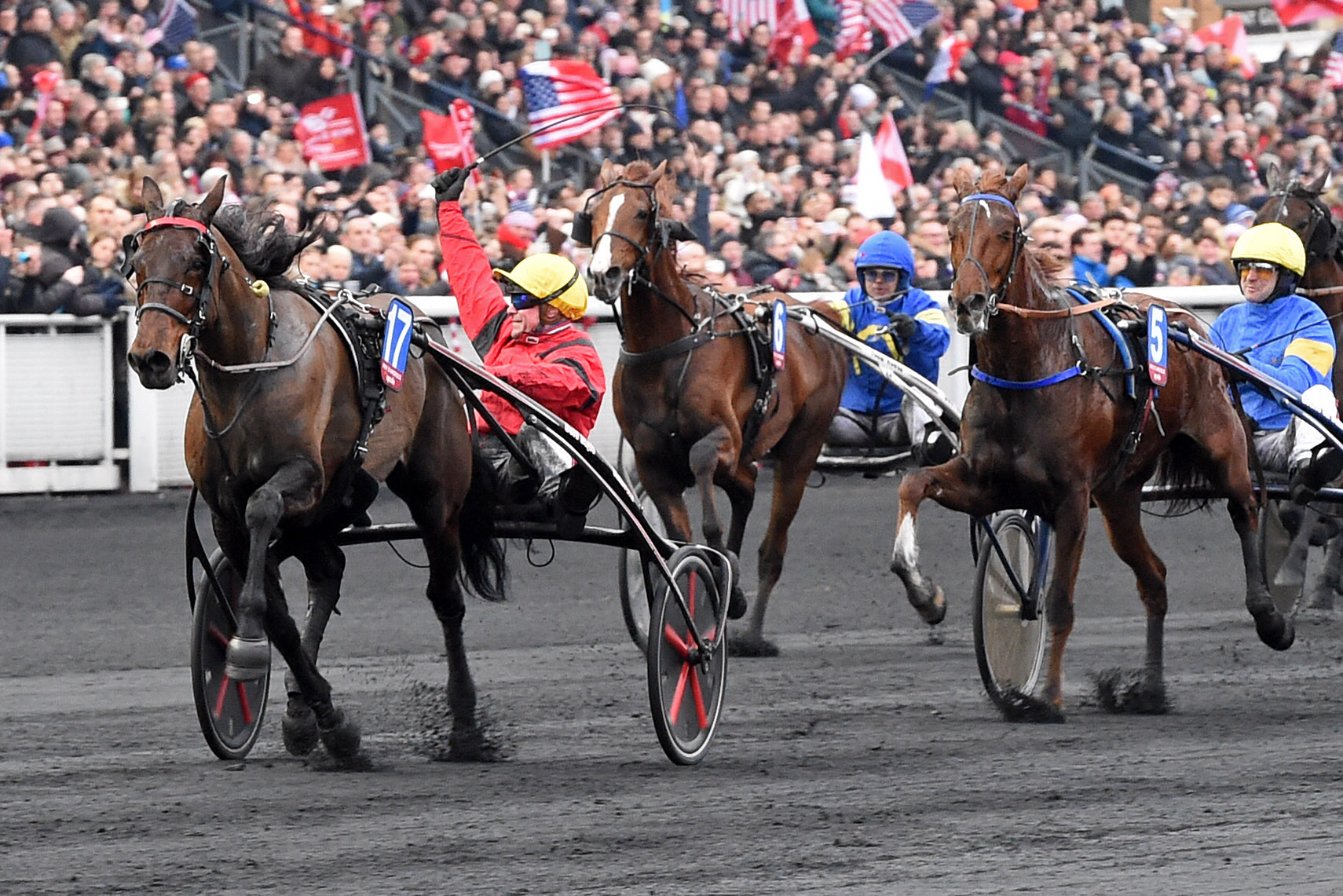
Bold Eagle och Franck Nivard segrar i Prix d'Amérique 2017. Detta var ekipagets andra raka seger i loppet.

Säsongen 2017 inledde Bold Eagle med att segra i Prix de Bourgogne den 1 januari. Därefter tog han karriärens andra raka seger i världens största travlopp Prix d'Amérique den 29 januari. Han vann loppet på segertiden 1.11,2 över distansen 2700 meter, vilket var både nytt löpningsrekord och världsrekord över distansen. Världsrekordet slogs i Prix Kerjacques 2018, där Traders segrade på tiden 1.10,8 över 2700 meter. Nästa start gjorde Bold Eagle den 12 februari, då han segrade i Prix de France. Därefter vann han den 26 februari även Prix de Paris och fullbordade därmed en "Triple Crown" (Prix d'Amérique, Prix de France, Prix de Paris) inom fransk travsport. Bold Eagle blev den första sedan stjärnan Bellino II (1976) att lyckas med detta.
Bold Eagle deltog i Elitloppet på Solvalla för första gången i karriären i 2017 års upplaga som kördes den 28 maj. Han vann sitt försökslopp med sex längder före tvåan Resolve, och kvalificerade sig därmed för final. Det andra försöksloppet vanns av Nuncio, en häst som Bold Eagle aldrig tidigare mött och det talades om en "drömduell" dem emellan inför finalen. Finalen vanns dock av Timoko. Bold Eagle slutade på fjärdeplats. Under sommaren 2017 segrade han i Prix René Ballière för andra året i rad, samt Grand Prix de Wallonie som är Belgiens största travlopp. Den 9 september deltog han i 2017 års upplaga av finalen av UET Trotting Masters, som gick av stapeln på Vincennesbanan. Han slutade där på andraplats bakom Aubrion du Gers.

### Vintermeetinget 2017–2018
Den 10 december 2017 under det franska vintermeetinget gjorde Bold Eagle comeback efter ett kortare tävlingsuppehåll sedan september 2017. Han skulle egentligen startat i Prix de Bretagne den 19 november 2017, och då körts av Björn Goop, eftersom Franck Nivard hade ryggproblem. Bold Eagle ströks sedan innan loppet på grund av en hovböld. Han inledde istället vintermeetinget med en start i Prix du Bourbonnais, där han kom på andraplats. Han kom därefter på andraplats även i Prix de Bourgogne den 31 december 2017 och Prix de Belgique den 14 januari 2018. Den 28 januari 2018 kom han på andraplats i Prix d'Amérique, slagen av svenske Readly Express. Han startade därefter i Prix de France den 11 februari, där han kom på andraplats efter en upploppsduell med Belina Josselyn. Detta var hans sjätte andraplats i rad.

### Våren och sommaren 2018
Efter det franska vintermeetinget 2017–2018 som resulterat i flera andraplatser, var Bold Eagle tillbaka som en vinnare den 11 mars 2018 då han segrade på nytt löpningsrekord 1.08,9 i Frankrikes största sprinterlopp Grand Critérium de Vitesse på travbanan i Cagnes-sur-Mer. Efter segern fick han en inbjudan till att delta i Elitloppet 2018 på Solvalla. Den 21 april 2018 segrade han i Prix de l'Atlantique för andra året i rad. Han gick ett finslipande banjobb inför Elitloppet på gräsbanan Rambouillet, sydväst om Paris, den 20 maj 2018.
Elitloppet gick av stapeln den 27 maj. Bold Eagles kvalheat till Elitloppet 2018 blev mycket omtalat och försenades med 15 minuter, bland annat på grund av en omstart. Detta gjorde att Bold Eagle stressade upp sig i väntan på start och efter att startbilen släppt fältet kastade sig en het Bold Eagle i galopp. Han diskvalificerades och missade Elitloppsfinalen. Även Rajesh Face och Maori Time galopperade i detta kaosartade kvalheat. Kretsen kring Bold Eagle aviserade att de inte kommer att komma tillbaka till Solvalla efter startfiaskot. Även den planerade starten i Åby Stora Pris i augusti ställdes in.
Den 24 juni 2018 segrade han i Prix René Ballière på Vincennesbanan. Detta var hans tredje raka seger i Prix René Ballière, vilket är rekord.

### Vintermeetinget 2018–2019
Den 30 december 2018 segrade Bold Eagle i Prix de Bourgogne, närmast före Readly Express. Den 27 januari 2019 deltog han för fjärde gången i Prix d'Amérique. Redan i startmomentet tappade han viktig mark, och fick så småningom placeringen som sexa i andraspår, och inkom i mål som sexa. Han kom på tredjeplats i Prix de France den 10 februari 2019. I 2019 års upplaga av Grand Critérium de Vitesse fick Bold Eagle en tung resa utvändigt om ledaren Dijon, och var sist i mål. Ägaren Pierre Pilarski meddelade den 22 mars 2019 att svenske kusken Björn Goop kommer att köra Bold Eagle i fortsättningen.

### Säsongen 2019
Bold Eagle var anmäld till Prix de l'Atlantique den 20 april 2019 på Hippodrome d'Enghien-Soisy, ett lopp som han vunnit både 2017 och 2018. I loppet var Goop uppsatt som kusk, men dagen innan loppet ströks Bold Eagle på grund av dållga blodvärden. Detta var andra gången som Bold Eagle strukits då Goop blivit uppsatt att köra. Den 15 maj 2019 kördes Bold Eagle för första gången av Goop i lopp, då i Prix des Ducs de Normandie. De slutade på andraplats efter segrande Aubrion du Gers. Nästa start blev Prix René Ballière den 23 juni 2019 på Vincennesbanan. Bold Eagle vann loppet för fjärde året i rad, vilket är rekord.
Bold Eagle togs under hösten över till Nordamerika för att starta i Breeders Crown Open Trot på Mohawk Racetrack den 26 oktober 2019. I loppet kördes han av Brian Sears, och tillsammans vann de loppet på tiden 1:52.0 (1.09,6) över 1 609 meter. Segern var värd 287 688 euro, vilket gör det till hans största seger efter segrarna i Prix d'Amérique.

### Vintermeetinget 2019–2020
Efter resan till USA aviserades det att Bold Eagle skulle starta i Prix du Bourbonnais på Vincennesbanan den 8 december 2019. Då Björn Goop valt att köra Face Time Bourbon i 2020 års Prix d'Amérique blev det också klart att Éric Raffin blir ordinarie kusk framöver. I loppet slutade Bold Eagle på andraplats, efter vinnande Delia du Pommereux. Han startade därefter i Prix de Bourgogne den 29 december 2019, och kom där på femteplats.
Nästa start blev Prix d'Amérique den 26 januari 2020. Det var femte gången i karriären som Bold Eagle deltog i det prestigefyllda loppet, som han tidigare vunnit två år i rad (2016, 2017). På förhand beskrevs 2020 års upplaga som mycket öppen, men Bold Eagle tillhörde favoritskaran tillsammans med Face Time Bourbon, Davidson du Pont, Propulsion och Belina Josselyn. Han kom dock att sluta oplacerad. Den 9 februari 2020 deltog han i Prix de France där han kom på sjätteplats. Den 13 maj 2020 gjorde han karriärens 73:e start i Prix des Ducs de Normandie, och slutade då på fjärde plats. I slutet av juni 2020 meddelades det att Bold Eagle slutar tävla, och ska göra karriärens sista start i Grand Prix de Wallonie i augusti 2020. I loppet kördes han av skötaren Hugues Monthule, och slutade på fjärde plats efter bland annat stallkamraten Face Time Bourbon som vann loppet.

### Frankrikes mest vinstrika
I oktober 2020, då det visats att den svensktränade hästen Propulsion varit nervsnittad i sina hovar, och inte varit startberättigad då denne tävlat i Sverige, gick Bold Eagle om Timoko som Frankrikes mest vinstrika travhäst någonsin. Att Propulsion varit nervsnittad innebar att hans 45 starter i Sverige ogiltigförklarades, resultatlistorna korrigerades och prispengarna återkrävs. I och med att Propulsions starter i Sverige stryks inkasserade Bold Eagle ytterligare 300 000 kronor, då han flyttats upp som trea i finalen av Elitloppet 2017 i stället för fyra.

## Statistik

### Starter
| #  | Datum             | Lopp                                                        | Bana                | Kusk                | Tid             | Dist.   | Plac.      | Vinstbelopp | Ref.          |
| -- | ----------------- | ----------------------------------------------------------- | ------------------- | ------------------- | --------------- | ------- | ---------- | ----------- | ------------- |
| 1  | 20 september 2013 | Prix de Parne sur Roc                                       | Laval               | Jean-Étienne Dubois | 1.21,3          | 2 225 m | 0          | 0 EUR       | [ 54 ] [ 55 ] |
| 2  | 29 september 2013 | Prix de Fresne l'Archeveque                                 | Les Andelys         | Jean-Étienne Dubois | 1.25,0          | 2 525 m | 1          | 4 500 EUR   | [ 54 ] [ 55 ] |
| 3  | 19 oktober 2013   | Prix des Primeveres                                         | Caen                | Jean-Étienne Dubois | 1.18,3          | 2 450 m | 1          | 7 200 EUR   | [ 54 ] [ 55 ] |
| 4  | 1 november 2013   | Prix Ismene                                                 | Vincennes           | Jean-Étienne Dubois | 1.19,7          | 2 200 m | 5          | 1 700 EUR   | [ 54 ] [ 55 ] |
| 5  | 29 mars 2014      | Prix Phaeton                                                | Bordeaux            | Jean-Étienne Dubois | 1.17,0          | 2 550 m | 1          | 6 300 EUR   | [ 54 ] [ 55 ] |
| 6  | 25 april 2014     | Prix Libussa                                                | Vincennes           | Jean-Étienne Dubois | 1.15,7          | 2 200 m | 1          | 16 650 EUR  | [ 54 ] [ 55 ] |
| 7  | 14 maj 2014       | Prix de la Touques                                          | Caen                | Jean-Étienne Dubois | 1.15,0          | 2 200 m | 1          | 16 200 EUR  | [ 54 ] [ 55 ] |
| 8  | 7 juni 2014       | Prix de Gien                                                | Vincennes           | Jean-Étienne Dubois | 1.14,3          | 2 700 m | 1          | 29 250 EUR  | [ 56 ]        |
| 9  | 16 augusti 2014   | Prix Francois Mariet                                        | Pornichet           | Jean-Étienne Dubois | 1.17,2          | 2 725 m | 1          | 9 000 EUR   | [ 54 ] [ 55 ] |
| 10 | 30 augusti 2014   | Prix Victor Régis                                           | Vincennes           | Jean-Étienne Dubois | 1.14,8          | 2 700 m | 1          | 54 000 EUR  | [ 57 ]        |
| 11 | 3 november 2014   | Prix Abel Bassigny                                          | Vincennes           | Franck Nivard       | 1.12,7          | 2 175 m | 1          | 54 000 EUR  | [ 58 ]        |
| 12 | 17 november 2014  | Prix Jacques de Vaulogé                                     | Vincennes           | Franck Nivard       | 1.15,9          | 2 700 m | 1          | 54 000 EUR  | [ 59 ]        |
| 13 | 7 december 2014   | Critérium des 3 ans                                         | Vincennes           | Franck Nivard       | 1.13,6          | 2 700 m | 1          | 108 000 EUR | [ 60 ]        |
| 14 | 25 januari 2015   | Prix Charles Tiercelin                                      | Vincennes           | Franck Nivard       | 1.11,8a         | 2 100 m | 1          | 54 000 EUR  | [ 61 ]        |
| 15 | 28 februari 2015  | Prix de Sélection                                           | Vincennes           | Franck Nivard       | 1.11,4          | 2 175 m | 1          | 108 000 EUR | [ 62 ]        |
| 16 | 4 april 2015      | Prix Phaeton                                                | Vincennes           | Franck Nivard       | 1.16,1          | 2 875 m | 1          | 54 000 EUR  | [ 63 ]        |
| 17 | 17 april 2015     | Prix Gaston Brunet                                          | Vincennes           | Franck Nivard       | 1.20,2a         | 2 100 m | 0          | 0 EUR       | [ 64 ]        |
| 18 | 27 augusti 2015   | Prix Jules Thibault                                         | Vincennes           | Franck Nivard       | 1.14,0          | 2 700 m | 1          | 54 000 EUR  | [ 65 ]        |
| 19 | 29 september 2015 | Grand Prix l'UET Uttagningslopp                             | Vincennes           | Franck Nivard       | 1.11,7a         | 2 100 m | 1          | 30 000 EUR  | [ 66 ]        |
| 20 | 18 oktober 2015   | Grand Prix l'UET                                            | Wolvega             | Franck Nivard       | 1.12,0a         | 2 100 m | 1          | 175 000 EUR | [ 67 ]        |
| 21 | 13 december 2015  | Prix Octave Douesnel                                        | Vincennes           | Franck Nivard       | 1.12,9          | 2 700 m | 1          | 54 000 EUR  | [ 68 ]        |
| 22 | 27 december 2015  | Critérium Continental                                       | Vincennes           | Franck Nivard       | 1.10,5A         | 2 100 m | 1          | 108 000 EUR | [ 69 ]        |
| 23 | 17 januari 2016   | Prix de Belgique                                            | Vincennes           | Franck Nivard       | 1.13,6          | 2 850 m | 1          | 54 000 EUR  | [ 70 ]        |
| 24 | 31 januari 2016   | Prix d'Amérique                                             | Vincennes           | Franck Nivard       | 1.11,4          | 2 700 m | 1          | 450 000 EUR | [ 71 ]        |
| 25 | 14 februari 2016  | Prix de France                                              | Vincennes           | Franck Nivard       | 1.10,7a         | 2 100 m | 1          | 180 000 EUR | [ 72 ]        |
| 26 | 28 februari 2016  | Prix de Paris                                               | Vincennes           | Franck Nivard       | 1.14,8          | 4 150 m | 2          | 100 000 EUR | [ 73 ]        |
| 27 | 11 juni 2016      | Prix Louis Jariel                                           | Vincennes           | Franck Nivard       | 1.10,8          | 2 175 m | 1          | 54 000 EUR  | [ 74 ]        |
| 28 | 26 juni 2016      | Prix René Ballière                                          | Vincennes           | Éric Raffin         | 1.10,8a         | 2 100 m | 1          | 90 000 EUR  | [ 75 ]        |
| 29 | 21 juli 2016      | Prix des Sables-d'Olonne                                    | Les Sables-d'Olonne | Éric Raffin         | 1.11,3          | 2 800 m | 1          | 22 500 EUR  | [ 76 ]        |
| 30 | 22 augusti 2016   | Prix Jockey                                                 | Vincennes           | Franck Nivard       | 1.13,8          | 2 700 m | 1          | 54 000 EUR  | [ 77 ]        |
| 31 | 3 september 2016  | Critérium des 5 ans                                         | Vincennes           | Franck Nivard       | 1.14,0          | 3 000 m | 1          | 108 000 EUR | [ 78 ]        |
| 32 | 14 oktober 2016   | Europeiskt femåringschampionat                              | Vincennes           | Franck Nivard       | 1.13,8a         | 2 100 m | 1          | 45 000 EUR  | [ 79 ]        |
| 33 | 10 november 2016  | Prix Marcel Laurent                                         | Vincennes           | Franck Nivard       | 1.10,1a         | 2 100 m | 2          | 30 000 EUR  | [ 80 ]        |
| 34 | 11 december 2016  | Prix du Bourbonnais                                         | Vincennes           | Franck Nivard       | 1.12,7          | 2 850 m | 1          | 54 000 EUR  | [ 81 ]        |
| 35 | 1 januari 2017    | Prix de Bourgogne                                           | Vincennes           | Franck Nivard       | 1.12,1a         | 2 100 m | 1          | 54 000 EUR  | [ 82 ]        |
| 36 | 29 januari 2017   | Prix d'Amérique                                             | Vincennes           | Franck Nivard       | 1.11,2          | 2 700 m | 1          | 450 000 EUR | [ 83 ]        |
| 37 | 12 februari 2017  | Prix de France                                              | Vincennes           | Franck Nivard       | 1.10,9a         | 2 100 m | 1          | 180 000 EUR | [ 84 ]        |
| 38 | 26 februari 2017  | Prix de Paris                                               | Vincennes           | Franck Nivard       | 1.14,0          | 4 150 m | 1          | 180 000 EUR | [ 85 ]        |
| 39 | 22 april 2017     | Prix de l'Atlantique                                        | Enghien             | Franck Nivard       | 1.12,2a         | 2 150 m | 1          | 90 000 EUR  | [ 86 ]        |
| 40 | 28 maj 2017       | Elitloppet (2017), försök                                   | Solvalla            | Franck Nivard       | 1.08,4a         | 1 609 m | 1          | 25 600 EUR  | [ 87 ]        |
| 41 | 28 maj 2017       | Elitloppet (2017), final                                    | Solvalla            | Franck Nivard       | 1.09,4a         | 1 609 m | 4          | 30 720 EUR  | [ 88 ]        |
| 42 | 25 juni 2017      | Prix René Ballière                                          | Vincennes           | Franck Nivard       | 1.10,5a         | 2 100 m | 1          | 90 000 EUR  | [ 89 ]        |
| 43 | 5 augusti 2017    | Grand Prix de Wallonie                                      | Mons                | Franck Nivard       | 1.13,4a         | 2 300 m | 1          | 72 000 EUR  | [ 90 ]        |
| 44 | 9 september 2017  | UET Trotting Masters                                        | Vincennes           | Franck Nivard       | 1.11,7a         | 2 700 m | 2          | 100 000 EUR | [ 91 ]        |
| -  | 19 november 2017  | Prix de Bretagne                                            | Vincennes           | Björn Goop          | str             | 2 700 m | str        | str         | [ 92 ]        |
| 45 | 10 december 2017  | Prix du Bourbonnais                                         | Vincennes           | Franck Nivard       | 1.12,6          | 2 850 m | 2          | 30 000 EUR  | [ 93 ]        |
| 46 | 31 december 2017  | Prix de Bourgogne                                           | Vincennes           | Franck Nivard       | 1.10,6a         | 2 100 m | 2          | 30 000 EUR  | [ 94 ]        |
| 47 | 14 januari 2018   | Prix de Belgique                                            | Vincennes           | Franck Nivard       | 1.13,1          | 2 850 m | 2          | 30 000 EUR  | [ 95 ]        |
| 48 | 28 januari 2018   | Prix d'Amérique                                             | Vincennes           | Franck Nivard       | 1.11,2          | 2 700 m | 2          | 250 000 EUR | [ 96 ]        |
| 49 | 11 februari 2018  | Prix de France                                              | Vincennes           | Franck Nivard       | 1.10,3a         | 2 100 m | 2          | 100 000 EUR | [ 97 ]        |
| 50 | 11 mars 2018      | Grand Critérium de Vitesse                                  | Cagnes-sur-Mer      | Franck Nivard       | 1.08,9a         | 1 609 m | 1          | 90 000 EUR  | [ 98 ]        |
| 51 | 21 april 2018     | Prix de l'Atlantique                                        | Enghien             | Franck Nivard       | 1.13,6a         | 2 150 m | 1          | 90 000 EUR  | [ 99 ]        |
| 52 | 27 maj 2018       | Elitloppet (2018), försök                                   | Solvalla            | Franck Nivard       | uag             | 1 609 m | 0          | 0 EUR       | [ 100 ]       |
| 53 | 24 juni 2018      | Prix René Ballière                                          | Vincennes           | Franck Nivard       | 1.10,3a         | 2 100 m | 1          | 90 000 EUR  | [ 101 ]       |
| 54 | 8 juli 2018       | Prix de la Communauté de communes de la Thiérache du Centre | La Capelle          | Franck Nivard       | 1.10,8a 1 609 m | 1       | 45 000 EUR | [ 102 ]     |               |
| 55 | 28 oktober 2018   | Grand Prix du Centre Est                                    | Feurs               | Franck Nivard       | 1.13,3a         | 2 875 m | 1          | 45 000 EUR  | [ 103 ]       |
| 56 | 18 november 2018  | Prix de Bretagne                                            | Vincennes           | Franck Nivard       | 1.12,7          | 2 700 m | 4          | 9 600 EUR   | [ 104 ]       |
| 57 | 9 december 2018   | Prix du Bourbonnais                                         | Vincennes           | Franck Nivard       | 1.13,2          | 2 850 m | 6          | 2 400 EUR   | [ 105 ]       |
| 58 | 30 december 2018  | Prix de Bourgogne                                           | Vincennes           | Franck Nivard       | 1.11,8a         | 2 100 m | 1          | 54 000 EUR  | [ 106 ]       |
| 59 | 27 januari 2019   | Prix d'Amérique                                             | Vincennes           | Franck Nivard       | 1.12,1          | 2 700 m | 6          | 18 000 EUR  | [ 107 ]       |
| 60 | 10 februari 2019  | Prix de France                                              | Vincennes           | Franck Nivard       | 1.10,7a         | 2 100 m | 3          | 49 000 EUR  | [ 108 ]       |
| 61 | 10 mars 2019      | Grand Critérium de Vitesse                                  | Cagnes-sur-Mer      | Franck Nivard       | ita             | 1 609 m | 0          | 0 EUR       | [ 109 ]       |
| -  | 20 april 2019     | Prix de l'Atlantique                                        | Enghien             | Björn Goop          | str             | 2 150 m | str        | str         | [ 41 ] [ 42 ] |
| 62 | 15 maj 2019       | Prix des Ducs de Normandie                                  | Caen                | Björn Goop          | 1.12,6          | 2 450 m | 2          | 32 500 EUR  | [ 110 ]       |
| 63 | 23 juni 2019      | Prix René Ballière                                          | Vincennes           | Björn Goop          | 1.10,2          | 2 100 m | 1          | 90 000 EUR  | [ 111 ]       |
| 64 | 7 juli 2019       | Prix de la Communauté de communes de la Thiérache du Centre | La Capelle          | Björn Goop          | 1.10,0          | 1 609 m | 4          | 7 200 EUR   | [ 112 ]       |
| 65 | 4 augusti 2019    | Grand Prix de Wallonie                                      | Mons                | Tony Le Beller      | 1.11,0          | 2 300 m | 1          | 72 000 EUR  | [ 113 ]       |
| 66 | 7 september 2019  | UET Trotting Masters                                        | Vincennes           | Björn Goop          | 1.12,0          | 2 700 m | 3          | 53 200 EUR  | [ 114 ]       |
| 67 | 18 september 2019 | Grand Prix de la Federation Regionale du Nord               | Croisé-Laroche      | Björn Goop          | 1.11,0          | 2 700 m | 2          | 22 500 EUR  | [ 115 ]       |
| 68 | 26 oktober 2019   | Breeders Crown Open Trot                                    | Mohawk              | Brian Sears         | 1:52.0          | 1 609 m | 1          | 215 097 EUR | [ 45 ]        |
| 69 | 8 december 2019   | Prix du Bourbonnais                                         | Vincennes           | Éric Raffin         | 1.13,1          | 2 850 m | 2          | 27 500 EUR  | [ 46 ]        |
| 70 | 29 december 2019  | Prix de Bourgogne                                           | Vincennes           | Éric Raffin         | 1.11,0          | 2 100 m | 5          | 5 500 EUR   | [ 116 ]       |
| 71 | 26 januari 2020   | Prix d'Amérique                                             | Vincennes           | Éric Raffin         | 1.11,2          | 2 700 m | 0          | 0 EUR       | [ 49 ]        |
| 72 | 9 februari 2020   | Prix de France                                              | Vincennes           | Éric Raffin         | 1.11,6          | 2 100 m | 6          | 7 000 EUR   | [ 50 ]        |
| 73 | 13 maj 2020       | Prix des Ducs de Normandie                                  | Caen                | Éric Raffin         | 1.11,7          | 2 450 m | 4          | 15 400 EUR  | [ 117 ]       |
| 74 | 23 juni 2019      | Prix René Ballière                                          | Vincennes           | Éric Raffin         | 1.10,2          | 2 100 m | 7          | 1 450 EUR   | [ 118 ]       |
| 75 | 5 juli 2020       | Prix de la Communauté de communes de la Thiérache du Centre | La Capelle          | Tony Le Beller      | 1.10,2          | 1 609 m | 3          | 10 500 EUR  | [ 119 ]       |
| 76 | 2 augusti 2020    | Grand Prix de Wallonie                                      | Mons                | Hugues Monthule     | 1.11,4          | 2 300 m | 4          | 9 600 EUR   | [ 52 ]        |

### Större segrar
| År   | Lopp                              | Kusk                | Vinstbelopp | Grupp   |
| ---- | --------------------------------- | ------------------- | ----------- | ------- |
| 2014 | Prix Victor Régis                 | Jean-Étienne Dubois | 54 000 EUR  | Grupp 2 |
| 2014 | Critérium des 3 ans               | Franck Nivard       | 108 000 EUR | Grupp 1 |
| 2014 | Prix Abel Bassigny                | Franck Nivard       | 54 000 EUR  | Grupp 2 |
| 2014 | Prix Jacques de Vaulogé           | Franck Nivard       | 54 000 EUR  | Grupp 2 |
| 2015 | Prix Charles Tiercelin            | Franck Nivard       | 54 000 EUR  | Grupp 2 |
| 2015 | Prix de Sélection                 | Franck Nivard       | 108 000 EUR | Grupp 1 |
| 2015 | Prix Phaeton                      | Franck Nivard       | 54 000 EUR  | Grupp 2 |
| 2015 | Prix Jules Thibault               | Franck Nivard       | 54 000 EUR  | Grupp 2 |
| 2015 | Grand Prix l'UET                  | Franck Nivard       | 175 000 EUR | Grupp 1 |
| 2015 | Prix Octave Douesnel              | Franck Nivard       | 54 000 EUR  | Grupp 2 |
| 2015 | Critérium Continental             | Franck Nivard       | 108 000 EUR | Grupp 1 |
| 2016 | Prix de Belgique                  | Franck Nivard       | 54 000 EUR  | Grupp 2 |
| 2016 | Prix d'Amérique                   | Franck Nivard       | 450 000 EUR | Grupp 1 |
| 2016 | Prix de France                    | Franck Nivard       | 180 000 EUR | Grupp 1 |
| 2016 | Prix René Ballière                | Franck Nivard       | 90 000 EUR  | Grupp 1 |
| 2016 | Prix Louis Jariel                 | Franck Nivard       | 54 000 EUR  | Grupp 2 |
| 2016 | Prix Jockey                       | Franck Nivard       | 54 000 EUR  | Grupp 2 |
| 2016 | Critérium des 5 ans               | Franck Nivard       | 108 000 EUR | Grupp 1 |
| 2016 | Europeiskt femåringschampionat    | Franck Nivard       | 45 000 EUR  | Grupp 1 |
| 2016 | Prix du Bourbonnais               | Franck Nivard       | 54 000 EUR  | Grupp 2 |
| 2017 | Prix de Bourgogne                 | Franck Nivard       | 54 000 EUR  | Grupp 2 |
| 2017 | Prix d'Amérique                   | Franck Nivard       | 450 000 EUR | Grupp 1 |
| 2017 | Prix de France                    | Franck Nivard       | 180 000 EUR | Grupp 1 |
| 2017 | Prix de Paris                     | Franck Nivard       | 180 000 EUR | Grupp 1 |
| 2017 | Prix de l'Atlantique              | Franck Nivard       | 90 000 EUR  | Grupp 1 |
| 2017 | Elitloppet, försök                | Franck Nivard       | 250 000 SEK |         |
| 2017 | Prix René Ballière                | Franck Nivard       | 90 000 EUR  | Grupp 1 |
| 2017 | Grand Prix de Wallonie            | Franck Nivard       | 72 000 EUR  | Grupp 1 |
| 2018 | Grand Critérium de Vitesse        | Franck Nivard       | 90 000 EUR  | Grupp 1 |
| 2018 | Prix de l'Atlantique              | Franck Nivard       | 90 000 EUR  | Grupp 1 |
| 2018 | Prix René Ballière                | Franck Nivard       | 90 000 EUR  | Grupp 1 |
| 2018 | Prix de la Communaute de Communes | Franck Nivard       | 45 000 EUR  | Grupp 2 |
| 2018 | Prix de Bourgogne                 | Franck Nivard       | 54 000 EUR  | Grupp 2 |
| 2019 | Prix René Ballière                | Björn Goop          | 90 000 EUR  | Grupp 1 |
| 2019 | Grand Prix de Wallonie            | Tony Le Beller      | 72 000 EUR  | Grupp 1 |
| 2019 | Breeders Crown Open Trot          | Brian Sears         | 287 688 EUR |         |

## Avelskarriär
Bold Eagles vinstrikaste avkomma i Sverige är Aetos Kronos (född 2016).

## Stamtavla
| Efter Ready Cash     | Indy de Vive | Viking's Way       | Mickey Viking    |
| Efter Ready Cash     | Indy de Vive | Viking's Way       | Josubie          |
| Efter Ready Cash     | Indy de Vive | Tekiflore          | Kepi Vert        |
| Efter Ready Cash     | Indy de Vive | Tekiflore          | Morgaflore       |
| Efter Ready Cash     | Kidea        | Extreme Dream      | Quito de Talonay |
| Efter Ready Cash     | Kidea        | Extreme Dream      | Tahitienne       |
| Efter Ready Cash     | Kidea        | Doceanide du Lilas | Workaholic       |
| Efter Ready Cash     | Kidea        | Doceanide du Lilas | Oceanide         |
| Undan Reethi Rah Jet | Love You     | Coktail Jet        | Quouky Williams  |
| Undan Reethi Rah Jet | Love You     | Coktail Jet        | Armbro Glamour   |
| Undan Reethi Rah Jet | Love You     | Guilty of Love     | And Arifant      |
| Undan Reethi Rah Jet | Love You     | Guilty of Love     | Amour d'Aunou    |
| Undan Reethi Rah Jet | Hippodamia   | Workaholic         | Speedy Crown     |
| Undan Reethi Rah Jet | Hippodamia   | Workaholic         | Ah So            |
| Undan Reethi Rah Jet | Hippodamia   | April Pearl        | Passionnant      |
| Undan Reethi Rah Jet | Hippodamia   | April Pearl        | Perie Du Corta   |